# 安德烈·埃伯哈特
安德烈·奧古斯都維奇·埃貝哈特（羅馬化：Andrey Avgustovich Ebergard；1856年11月9日—1919年4月19日），俄羅斯帝國海軍上將，具德國血統，曾於日俄戰爭期間擔任滿洲提督的葉夫根尼·伊萬諾維奇·阿列克塞耶夫的艦隊參謀長，於1908年至1911年擔任海軍參謀長，於第一次世界大戰期間擔任黑海艦隊司令，於1916年被帝国议会撤職，由亞歷山大·高爾察克取代其艦隊司令職務。1917年曾被紅軍拘捕反革命組織的契卡逮捕，但隨後獲釋。